# Ivan Milutinović
Ivan Milutinović (serbio cirílico: Иван Милутиновић; Podgorica, 1901 - Belgrado, 1944) fue un activista e ideólogo yugoslavo. Se unió en 1923 al Partido Comunista de Yugoslavia, de cuyo comité central formó parte desde 1939. Durante la Segunda Guerra Mundial perteneció al Estado Mayor del Ejército Partisano de Liberación Nacional, y falleció durante la Liberación de Belgrado como consecuencia de una explosión. Fue nombrado a título póstumo Héroe del Pueblo de Yugoslavia, y se encuentra enterrado en la Tumba de los Héroes Nacionales del Kalemegdan.

## Biografía

### Inicios
Ivan Milutinović nació en la aldea de Stijena, situada en los alrededores de Podgorica (Principado de Montenegro) el 27 de septiembre de 1901. Hijo de una familia humilde compuesta por Rade y Stefa, tuvo cuatro hermanos, Đorđija, Todora, Iliju y Vasilija. Estudió la educación primaria en su aldea, y la secundaria en Podgorica; en el instituto comenzó a interesarse por el comunismo, alentado por la Revolución Rusa de 1917. 
Tras finalizar la secundaria, se matriculó en la Facultad de Derecho de la Universidad de Belgrado, y en 1923 se unió al Partido Comunista de Yugoslavia (KPJ), que había sido ilegalizado por el rey Alejandro I en 1920. Se convirtió en líder de la asociación de estudiantes marxistas de la Facultad de Derecho, y comenzó su actividad política y revolucionaria como dirigente de la asociación. Colaboró también asistiendo en prisión a los miembros del partido encarcelados. Su activismo le llevó a ser encarcelado, detenido y torturado en varias ocasiones. Tras la proclamación de la dictadura real por parte de Alejandro I, este estrechó el cerco sobre los comunistas; causó especial impacto en Milutinović el fusilamiento en 1929 de su compañero Bracan Bracanović, Secretario del Partido Comunista de Serbia.

### Activismo
El 28 de febrero de 1930 fue condenado a seis años de prisión debido a sus actividades políticas. Fue encarcelado en régimen de aislamiento en Sremska Mitrovica, para ser posteriormente trasladado a Lepoglava. De vuelta a Mitrovica organizó, con un grupo de compañeros, una rebelión para protestar por el trato inhumano que recibían en su cautiverio, lo que le valió ser condenado a otros dos años de prisión. Entre sus compañeros de revuelta se encontraban prominentes nombres del KPJ como Moša Pijade, Đuro Pucar o Mustafa Pešić entre otros. En 1936, también como medida de protesta, llevó a cabo una huelga de hambre.
Fue puesto en libertad el 27 de agosto de 1937, y poco después se casó en Niš con su novia Milica Uzelac. Ambos fijaron su residencia en Belgrado, donde Ivan retomó su trabajo en el partido. En enero de 1940 fue de nuevo detenido por el régimen real, y enviado a un campo de concentración en Bileća, donde coincidió con Ivo Lola Ribar y Moša Pijade. Tras su liberación, participó en el V Congreso del KPJ celebrado en Zagreb, donde fijó temporalmente su residencia.

### Segunda Guerra Mundial
El 6 de abril de 1941 las tropas alemanas iniciaron la invasión de Yugoslavia, y Milutinović decidió trasladarse urgentemente a su Montenegro natal para organizar la resistencia, aunque debió permanecer en Belgrado. 
Los comunistas organizaron su Estado Mayor Supremo de los Destacamentos Partisanos de Liberación del Pueblo de Yugoslavia el 27 de junio de 1941, eligiendo para este cuerpo a Josip Broz Tito como presidente, y Milovan Đilas, Edvard Kardelj, Ivan Milutinović, Aleksandar Ranković, Rade Končar, Franc Leskošek, Sreten Žujović, Ivo Lola Ribar y Svetozar Vukmanović como miembros. El 4 de julio de 1941, este organismo emitió una orden formal para iniciar la resistencia antifascista.
Milutinović se desplazó a la zona liberada de Užice donde, como miembro de la Jefatura Superior del ejército partisano coordinó operaciones de insurgencia en Montenegro y Serbia, poniendo especial dedicación a prevenir enfrentamientos con fuerzas chetniks.
En noviembre de 1941 consiguió retornar a Montenegro, enviado como delegado del Alto Mando Partisano sustituyendo a Milovan Đilas, con la misión de reorganizar la movilización y coordinar las unidades militares. Fue nombrado comandante del Destacamento Partisano de Montenegro, iniciando sus operaciones en el Sandžak, aunque sus unidades sufrieron una dura derrota en Pljevlja ante las fuerzas de ocupación italianas. La presión de las potencias del Eje sobre el destacamento montenegrino obligó a trasladar su alto mando al este de Bosnia en el verano de 1942. Allí, Milutinović participó en la organización del I Congreso del Consejo Antifascista de Liberación Nacional de Yugoslavia (AVNOJ), celebrado en Bihać el 26 de noviembre de 1942, y donde Josip Broz Tito sentó las bases del futuro gobierno yugoslavo. Como miembro del Mando Supremo Partisano, sufrió la cuarta y quinta ofensiva de las fuerzas de ocupación dirigidas a acabar con la resistencia partisana en el este de Bosnia. En la parte final de la Quinta Ofensiva permaneció junto a Sava Kovačević en la protección del hospital de campaña partisano durante el cruce del río Sutjeska, lo que provocó que quedasen cercados por el enemigo, que aniquiló a la mayoría de sus integrantes, incluido Kovačević, aunque Milutinović logró escapar junto a un grupo disperso.
Tras la batalla del Sutjeska, retornó a Montenegro, donde se encargó de la reorganización del destacamento, ayudado por la retirada italiana. Tras una reunión del Alto Mando Partisano, compuesto por Tito, Aleksandar Ranković, Vladimir Bakarić, 
Edvard Kardelj, Svetozar Vukmanović, Milovan Đilas y el propio Milutinović en la isla de Vis, formó parte de la delegación a Moscú liderada por Tito el 21 de septiembre de 1944 para negociar con Stalin y el alto mando soviético las políticas relativas a la coordinación de las actividades del Ejército Rojo y el Ejército Partisano en la ofensiva soviética de los Balcanes.

### Muerte

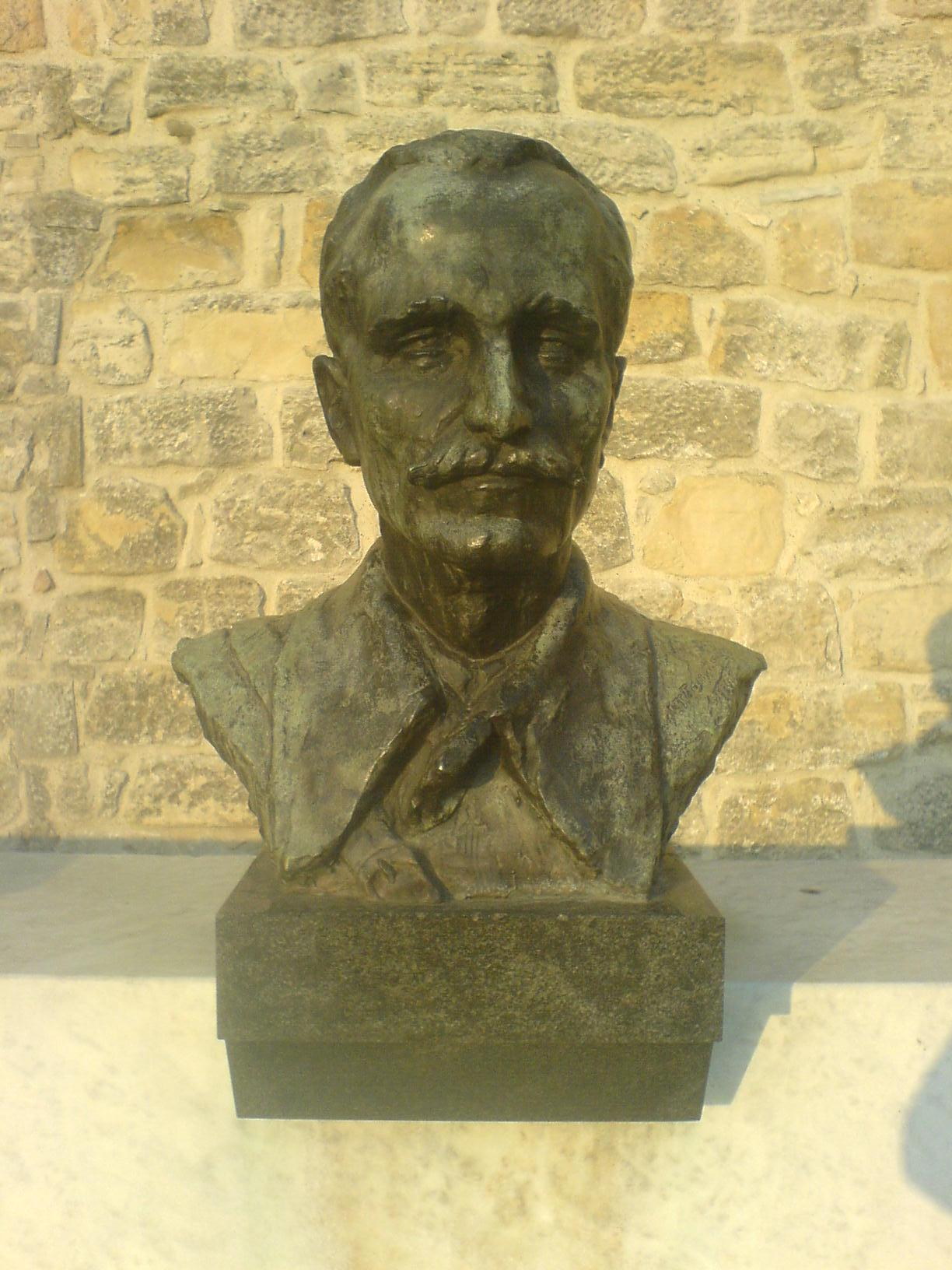
Busto de Ivan Milutinović en el parque de Kalemegdan de Belgrado, donde se encuentra enterrado en la Tumba de los Héroes Nacionales.

El 23 de octubre, en plena Ofensiva de Belgrado, Milutinović se trasladó a la capital serbia junto con un grupo de soldados y oficiales soviéticos para participar en las operaciones. Tras una escala en Pančevo, el último tramo a través del Danubio debía cubrirlo en una barcaza que llevaría a su grupo hasta la orilla sur del río, ya en la ciudad. Por la noche, a la altura de Višnjice, el barco activó una mina flotante colocada por los alemanes y se produjo una gran explosión. Algunos fueron rescatados con vida del río, pero fallecieron siete personas, entre ellas Milutinović. Su cadáver fue encontrado dos semanas más tarde, 6 km al sur de la ciudad de Smederevo, y la mayoría de las fuentes reflejan que murió por ahogamiento.
Originalmente fue enterrado, con honores de personalidad, en Novo groblje el 12 de noviembre de 1944, aunque sus restos fueron trasladados, el 27 de marzo de 1948, a la Tumba de los Héroes Nacionales de la fortaleza de Kalemegdan, donde también están enterrados Moša Pijade, Ivo Lola Ribar y Đuro Đaković.

## Reconocimientos
Ivan Milutinović fue proclamado Héroe del Pueblo de Yugoslavia el 6 de julio de 1945. También recibió a título póstumo la consideración de héroe nacional de Albania, y fue condecorado con la Orden de Kutúzov por la Unión Soviética.
El 21 de julio de 1949, la ciudad de Berane (Montenegro) fue redenominada en su memoria como Ivangrado, permaneciendo con este nombre hasta 1992. Asimismo, en el suburbio belgradense de Višnjice, no lejos del lugar de su muerte, hay una escuela primaria que lleva su nombre. 